# Forte de São Sebastião de Castro Marim
O Forte de São Sebastião de Castro Marim localiza-se na vila, freguesia e município do mesmo nome, no Distrito de Faro, em Portugal.
O forte está implantado a Sul do monte do Castelo, no serro do Cabeço, onde primitivamente existia uma ermida sob a invocação de São Sebastião, demolida quando das obras da fortificação. A sua importância decorre de se constituir no exemplo melhor conservado do que foi o amplo processo de renovação do sistema defensivo da vila nos meados do século XVII.
O Forte de São Sebastião de Castro Marim está classificado como Monumento Nacional desde 2012.

## História

### O forte seiscentista
As suas obras foram iniciadas sob o reinado de D. João IV (1640-1656), a partir de 1641, no contexto da Restauração da Independência Portuguesa, visando reforçar a defesa deste trecho estratégico da fronteira. O seu projeto visava modernizar a proteção proporcionada pelo antigo castelo medieval transformando a povoação na principal praça-forte algarvia à época.
O conjunto defensivo é complementado pelo Revelim de Santo António de Castro Marim, a Leste da povoação.

## Características
O forte apresenta planta poligonal orgânica (adaptada ao terreno), com cinco baluartes.
O portão principal está voltado a Norte, na direção da vila, comunicando-se com o antigo Castelo por um pano de muralha e entrada coberta. Observa-se, desse modo, a integração do sistema abaluartado setecentista com o antigo recinto muralhado da povoação.